# Tankelæseren
Tankelæseren er en dansk stum komediefilm fra 1910 produceret af Nordisk Film Kompagni. Filmens instruktør er ukendt.

## Handling
En opfinder har gjort en stor opfindelse: Han har opfundet et apparat, der kan se igennem andre mennesker; ingen kan undslippe apparatet. Han går en tur med apparatet for at prøve det af. Han oplever, at folks tanker er forbløffende og uhyggelige. Du og jeg er naturligvis ikke sådan, men måske alle andre?

## Medvirkende
- Hugo Bruun
- Victor Fabian
- Ella la Cour
- Ingeborg Rasmussen